# Pleópodo

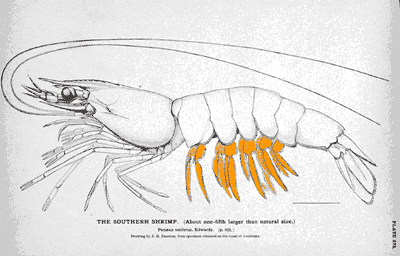
En naranja, los pleópodos del camarón norteamericano Litopenaeus setiferus.

En los crustáceos malacostráceos se denomina pleópodo a cada uno de los cinco apéndices abdominales, es decir, los apéndices del pleon. Casi siempre birrámeos, están provistos de mechones de sedas, o bien de lóbulos, para adaptarse a la natación.

## Otras funciones
Además de ser principalmente patas para la natación, también se utilizan para la incubación de los huevos (excepto en los camarones y en las gambas), para la captura de alimentos (que después desplazan a la boca) y, a veces, pueden llevar también branquias.
En algunos taxones, el primer par o los dos primeros pares de pleópodos se especializaron en los machos para la fecundación, conociéndose entonces como gonópodos.

## Etimología
El término pleópodo, empleado desde 1855, está formado por los elementos ple- y -podo, derivados de las voces del griego antiguo πλέω pléō, 'navegar', y πούς, ποδός poús, podós, 'pie', elementos unidos por un -o- epentético para facilitar la pronunciación. Literalmente: 'patas para nadar', o 'patas natatorias'.